# Laudakia dayana
Espèce
Synonymes
- Stellio dayanus Stoliczka, 1871

Laudakia dayana est une espèce de sauriens de la famille des Agamidae.

## Répartition
Cette espèce est endémique d'Uttarakhand en Inde.

## Publication originale
- Stoliczka, 1871 : Notes on new or little-known Indian lizards. Proceedings of the Asiatic Society of Bengal, vol. 1871, p. 192-195 (texte intégral).